# (39384) 2814 P-L
2814 P-L (asteroide 39384) é um asteroide da cintura principal. Possui uma excentricidade de 0.14079270 e uma inclinação de 6.19558º.
Este asteroide foi descoberto no dia 24 de setembro de 1960 por Cornelis Johannes van Houten e Ingrid van Houten-Groeneveld e Tom Gehrels em Palomar.